# 修善寺テレビ中継局

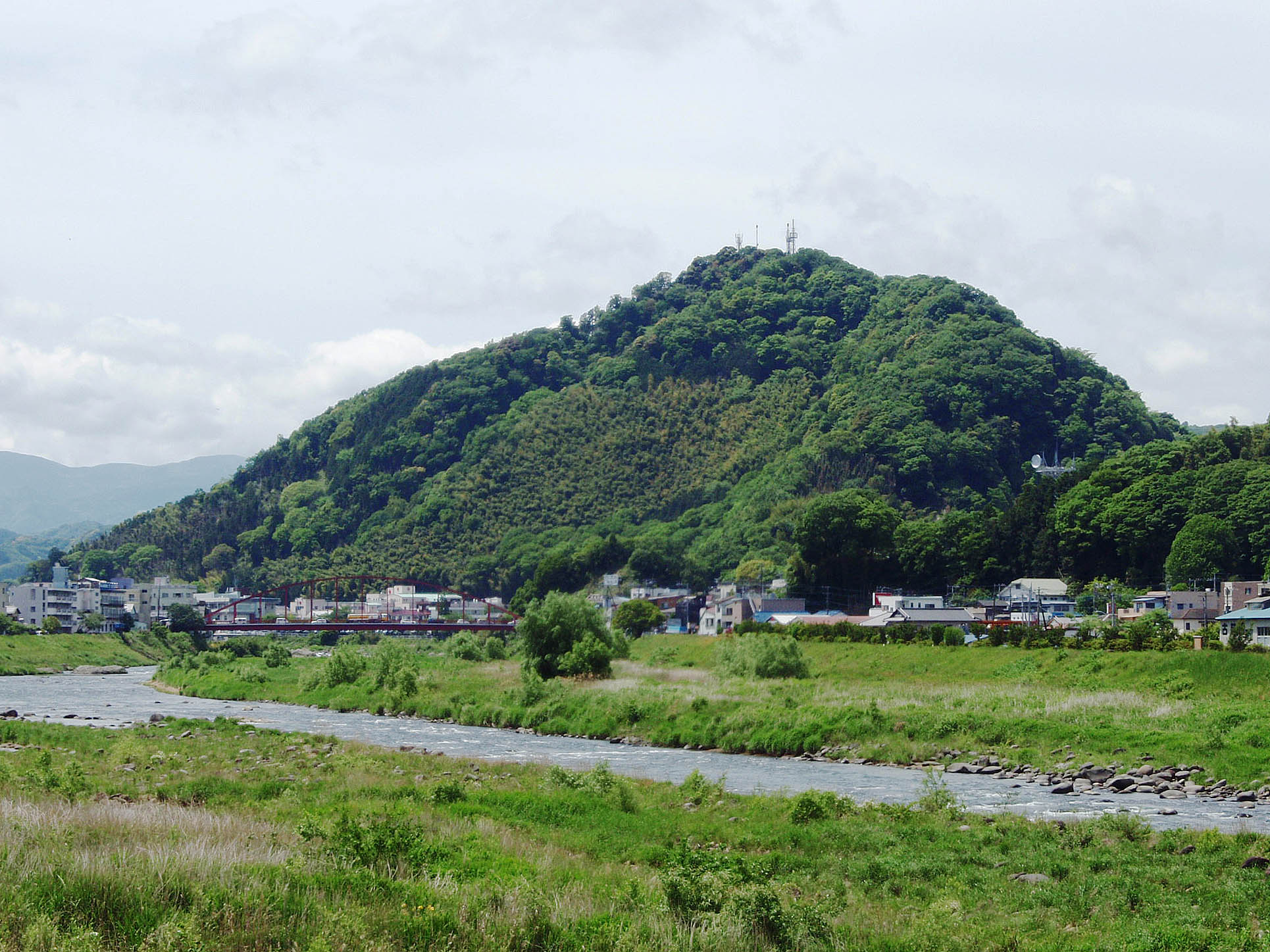
中継局がある城山

修善寺テレビ中継局（しゅぜんじテレビちゅうけいきょく）は、静岡県伊豆市に置かれているテレビ中継局。

## 概要
- 静岡県伊豆市本立野の城山山頂・修善寺地域の中心部に位置し、市内の一部（修善寺地域の市街地・平野部の全域、天城・中伊豆地域の平野部の一部）を視聴エリアとしている。伊豆の国市にある伊豆長岡中継局から電波を受信し、天城・中伊豆の各小規模中継局へ送信している。
- 修善寺駅から直線1.0km西方にあり、市街地の大部分からは当中継局および伊豆長岡中継局を見通すことができる。

## 所在地
- 伊豆市（城山）[1]

## 中継局概要

### デジタルテレビ放送
| リモコン 番号 | 放送局名            | チャンネル 番号 | 空中線 電力 | ERP   | 偏波面   | 放送対象地域 | 放送区域 内世帯数 | 運用開始日      |
| ------------- | ------------------- | --------------- | ----------- | ----- | -------- | ------------ | ----------------- | --------------- |
| 1             | NHK静岡 総合        | 43              | 1W          | 2.1W  | 水平偏波 | 静岡県       | 約5,900世帯       | 2008年 12月15日 |
| 2             | NHK静岡 教育        | 39              | 1W          | 1.95W | 水平偏波 | 全国         | 約5,900世帯       | 2008年 12月15日 |
| 4             | SDT 静岡第一テレビ  | 29              | 1W          | 2.2W  | 水平偏波 | 静岡県       | 約5,900世帯       | 2008年 12月15日 |
| 5             | SATV 静岡朝日テレビ | 14              | 1W          | 2.2W  | 水平偏波 | 静岡県       | 約5,900世帯       | 2008年 12月15日 |
| 6             | SBS 静岡放送        | 37              | 1W          | 1.95W | 水平偏波 | 静岡県       | 約5,900世帯       | 2008年 12月15日 |
| 8             | SUT テレビ静岡      | 38              | 1W          | 1.95W | 水平偏波 | 静岡県       | 約5,900世帯       | 2008年 12月15日 |

#### 放送エリア
- 伊豆市の一部[2][3]

#### 歴史
- 2008年
  - 10月30日 - 予備免許交付[2]
  - 11月10日 - 試験放送開始
  - 12月12日 - 本免許交付[3]
  - 12月15日 - 放送開始[1]

### アナログテレビ放送（廃止）
| チャンネル 番号 | 放送局名            | 空中線 電力       | ERP                | 偏波面   | 放送対象地域 | 放送区域 内世帯数 | 運用開始日      | 放送終了日     |
| --------------- | ------------------- | ----------------- | ------------------ | -------- | ------------ | ----------------- | --------------- | -------------- |
| 40              | SDT 静岡第一テレビ  | 映像10W/ 音声2.5W | 映像56W/ 音声14W   | 水平偏波 | 静岡県       | 約4,500世帯       | 1980年 8月26日  | 2011年 7月24日 |
| 42              | SATV 静岡朝日テレビ | 映像10W/ 音声2.5W | 映像54W/ 音声13.5W | 水平偏波 | 静岡県       | 約4,500世帯       | 1980年 8月26日  | 2011年 7月24日 |
| 44              | SUT テレビ静岡      | 映像10W/ 音声2.5W | 映像53W/ 音声13W   | 水平偏波 | 静岡県       | 約4,500世帯       | 1972年 12月21日 | 2011年 7月24日 |
| 46              | SBS 静岡放送        | 映像10W/ 音声2.5W | 映像44W/ 音声11W   | 水平偏波 | 静岡県       | 約4,500世帯       | 1964年 12月21日 | 2011年 7月24日 |
| 48              | NHK静岡 総合        | 映像10W/ 音声2.5W | 映像45W/ 音声11W   | 水平偏波 | 静岡県       | 約4,500世帯       | 1964年 12月21日 | 2011年 7月24日 |
| 50              | NHK静岡 教育        | 映像10W/ 音声2.5W | 映像45W/ 音声11W   | 水平偏波 | 全国         | 約4,500世帯       | 1964年 12月21日 | 2011年 7月24日 |

- 全局2011年7月24日をもって放送終了し、デジタルテレビ放送に完全移行した。